# Marcel Henneberg
Marcel Henneberg (1882 – Ginevra, 1954) è stato un calciatore svizzero, di ruolo difensore.

## Carriera

### Club
Ha sempre giocato nel campionato svizzero.

### Nazionale
Ha collezionato quattro presenze con la maglia della Nazionale.